# Viktor Zolotov

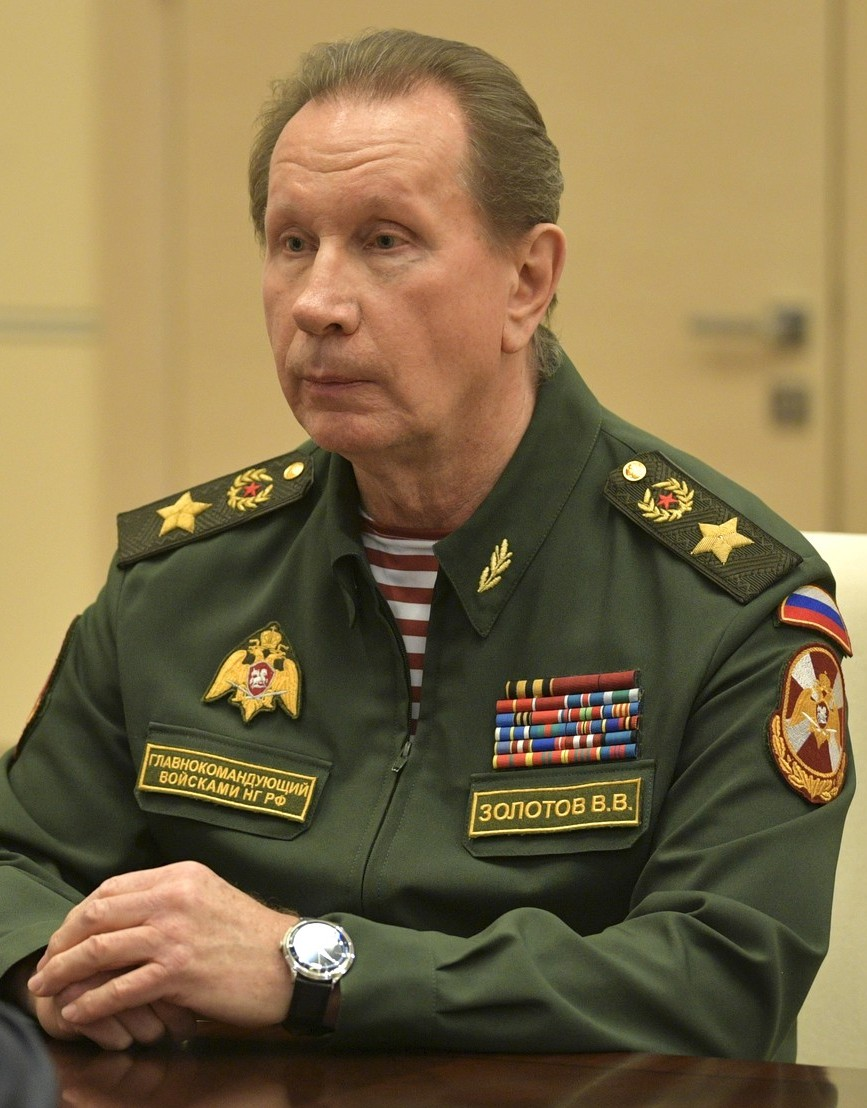
Viktor Zolotov in mei 2020

Viktor Vasiljevitsj Zolotov (Russisch: Ви́ктор Васи́льевич Зо́лотов) (Sasovo, 27 januari 1954) is een Russische generaal en de huidige directeur van de Nationale Garde van Rusland (Rosgvardiya). Daarnaast is hij lid van de Veiligheidsraad van Rusland en vertrouweling van president Vladimir Poetin.
Zolotov is een voormalige lijfwacht van voormalig president Boris Jeltsin, voormalig burgemeester van St. Petersburg, Anatoly Sobchak, en de huidige Russische president Poetin. Tijdens zijn werkzaamheden voor Sobchak leerde hij Poetin kennen, evenals figuren in de criminele onderwereld van Sint-Petersburg. Zolotov is onderdeel van de siloviki, de harde kern van Poetin en kwam aan zijn macht en rijkdom nadat hij een hechte vertrouweling van Poetin werd.  
Zolotov werd in 1954 geboren in Sasovo in de oblast Ryazan in een arbeidersgezin, zijn vader werkte als staalarbeider. Zolotov begon zijn carrière in 1975 bij de KGB grensbewaking. 

## Sancties
In februari 2022 werd Zolotov toegevoegd aan de sanctielijst van de Europese Unie omdat hij "verantwoordelijk is voor het actief ondersteunen en uitvoeren van acties en beleid die de territoriale integriteit, soevereiniteit en onafhankelijkheid van Oekraïne ondermijnen en bedreigen, evenals de stabiliteit en veiligheid in Oekraïne".

## Privé
Ondanks een carrière bij de overheid bezitten Zolotov en zijn familie voor ongeveer $ 9,8 miljoen aan onroerend goed in Rusland , evenals percelen die mogelijk $ 22,7 miljoen waard zijn.  Volgens de OCCRP schonk Poetin Zolotov staatseigendommen die na het uiteenvallen van de Sovjet-Unie door de staat aan arbeiders en gepensioneerden waren nagelaten.  Werknemers zeggen dat ze zijn opgelicht uit de eigendommen die aan Zolotov zijn gegeven. 